# Zakútskoie
Zakútskoie - Закутское (rus) - és un poble de l'óblast de Bélgorod, a Rússia. El 2010 tenia 647 habitants. Pertany al districte (raion) de Véidelevka.